# Séries éliminatoires de la Coupe Stanley 1983
Année précédente Année suivante
Les séries éliminatoires de la Coupe Stanley 1983 font suite à la saison 1982-1983 de la Ligue nationale de hockey. Les Islanders de New York remportent leur quatrième Coupe Stanley consécutive en battant en finale les Oilers d'Edmonton sur le score de 4 matchs à 0.

## Tableau récapitulatif
|  | Quarts de finale d'association | Quarts de finale d'association | Quarts de finale d'association |   |                          | Demi-finales d'association | Demi-finales d'association | Demi-finales d'association |  |    | Finales d'association  | Finales d'association | Finales d'association |  |    | Finale de la Coupe Stanley | Finale de la Coupe Stanley | Finale de la Coupe Stanley |
|  |                                |                                |                                |   |                          |                            |                            |                            |  |    |                        |                       |                       |  |    |                            |                            |                            |
|  | A1                             | Bruins de Boston               | 3                              |   |                          |                            |                            |                            |  |    |                        |                       |                       |  |    |                            |                            |                            |
|  | A4                             | Nordiques de Québec            | 1                              |   |                          |                            |                            |                            |  |    |                        |                       |                       |  |    |                            |                            |                            |
|  | A4                             | Nordiques de Québec            | 1                              |   | A1                       | Bruins de Boston           | 4                          |                            |  |    |                        |                       |                       |  |    |                            |                            |                            |
|  |                                |                                |                                |   | A1                       | Bruins de Boston           | 4                          |                            |  |    |                        |                       |                       |  |    |                            |                            |                            |
|  |                                | A3                             | Sabres de Buffalo              | 3 |                          |                            |                            |                            |  |    |                        |                       |                       |  |    |                            |                            |                            |
|  | A2                             | A3                             | Sabres de Buffalo              | 3 | Canadiens de Montréal    | 0                          |                            |                            |  |    |                        |                       |                       |  |    |                            |                            |                            |
|  | A2                             |                                |                                |   | Canadiens de Montréal    | 0                          |                            |                            |  |    |                        |                       |                       |  |    |                            |                            |                            |
|  | A3                             | Sabres de Buffalo              | 3                              |   |                          |                            |                            |                            |  |    |                        |                       |                       |  |    |                            |                            |                            |
|  | A3                             | Sabres de Buffalo              | 3                              |   |                          |                            |                            |                            |  | A1 | Bruins de Boston       | 2                     |                       |  |    |                            |                            |                            |
|  | Association Prince de Galles   |                                |                                |   |                          |                            |                            |                            |  | A1 | Bruins de Boston       | 2                     |                       |  |    |                            |                            |                            |
|  |                                | P2                             | Islanders de New York          | 4 |                          |                            |                            |                            |  |    |                        |                       |                       |  |    |                            |                            |                            |
|  | P1                             | P2                             | Islanders de New York          | 4 | Flyers de Philadelphie   | 0                          |                            |                            |  |    |                        |                       |                       |  |    |                            |                            |                            |
|  | P1                             |                                |                                |   | Flyers de Philadelphie   | 0                          |                            |                            |  |    |                        |                       |                       |  |    |                            |                            |                            |
|  | P4                             | Rangers de New York            | 3                              |   |                          |                            |                            |                            |  |    |                        |                       |                       |  |    |                            |                            |                            |
|  | P4                             | Rangers de New York            | 3                              |   | P4                       | Rangers de New York        | 2                          |                            |  |    |                        |                       |                       |  |    |                            |                            |                            |
|  |                                |                                |                                |   | P4                       | Rangers de New York        | 2                          |                            |  |    |                        |                       |                       |  |    |                            |                            |                            |
|  |                                | P2                             | Islanders de New York          | 4 |                          |                            |                            |                            |  |    |                        |                       |                       |  |    |                            |                            |                            |
|  | P2                             | P2                             | Islanders de New York          | 4 | Islanders de New York    | 3                          |                            |                            |  |    |                        |                       |                       |  |    |                            |                            |                            |
|  | P2                             |                                |                                |   | Islanders de New York    | 3                          |                            |                            |  |    |                        |                       |                       |  |    |                            |                            |                            |
|  | P3                             | Capitals de Washington         | 1                              |   |                          |                            |                            |                            |  |    |                        |                       |                       |  |    |                            |                            |                            |
|  | P3                             | Capitals de Washington         | 1                              |   |                          |                            |                            |                            |  |    |                        |                       |                       |  | P2 | Islanders de New York      | 4                          |                            |
|  |                                |                                |                                |   |                          |                            |                            |                            |  |    |                        |                       |                       |  | P2 | Islanders de New York      | 4                          |                            |
|  |                                | S1                             | Oilers d'Edmonton              | 0 |                          |                            |                            |                            |  |    |                        |                       |                       |  |    |                            |                            |                            |
|  | N1                             | S1                             | Oilers d'Edmonton              | 0 | Black Hawks de Chicago   | 3                          |                            |                            |  |    |                        |                       |                       |  |    |                            |                            |                            |
|  | N1                             |                                |                                |   | Black Hawks de Chicago   | 3                          |                            |                            |  |    |                        |                       |                       |  |    |                            |                            |                            |
|  | N4                             | Blues de Saint-Louis           | 1                              |   |                          |                            |                            |                            |  |    |                        |                       |                       |  |    |                            |                            |                            |
|  | N4                             | Blues de Saint-Louis           | 1                              |   | N1                       | Black Hawks de Chicago     | 4                          |                            |  |    |                        |                       |                       |  |    |                            |                            |                            |
|  |                                |                                |                                |   | N1                       | Black Hawks de Chicago     | 4                          |                            |  |    |                        |                       |                       |  |    |                            |                            |                            |
|  |                                | N2                             | North Stars du Minnesota       | 1 |                          |                            |                            |                            |  |    |                        |                       |                       |  |    |                            |                            |                            |
|  | N2                             | N2                             | North Stars du Minnesota       | 1 | North Stars du Minnesota | 3                          |                            |                            |  |    |                        |                       |                       |  |    |                            |                            |                            |
|  | N2                             |                                |                                |   | North Stars du Minnesota | 3                          |                            |                            |  |    |                        |                       |                       |  |    |                            |                            |                            |
|  | N3                             | Maple Leafs de Toronto         | 1                              |   |                          |                            |                            |                            |  |    |                        |                       |                       |  |    |                            |                            |                            |
|  | N3                             | Maple Leafs de Toronto         | 1                              |   |                          |                            |                            |                            |  | N1 | Black Hawks de Chicago | 0                     |                       |  |    |                            |                            |                            |
|  | Association Campbell           |                                |                                |   |                          |                            |                            |                            |  | N1 | Black Hawks de Chicago | 0                     |                       |  |    |                            |                            |                            |
|  |                                | S1                             | Oilers d'Edmonton              | 4 |                          |                            |                            |                            |  |    |                        |                       |                       |  |    |                            |                            |                            |
|  | S1                             | S1                             | Oilers d'Edmonton              | 4 | Oilers d'Edmonton        | 3                          |                            |                            |  |    |                        |                       |                       |  |    |                            |                            |                            |
|  | S1                             |                                |                                |   | Oilers d'Edmonton        | 3                          |                            |                            |  |    |                        |                       |                       |  |    |                            |                            |                            |
|  | S4                             | Jets de Winnipeg               | 0                              |   |                          |                            |                            |                            |  |    |                        |                       |                       |  |    |                            |                            |                            |
|  | S4                             | Jets de Winnipeg               | 0                              |   | S1                       | Oilers d'Edmonton          | 4                          |                            |  |    |                        |                       |                       |  |    |                            |                            |                            |
|  |                                |                                |                                |   | S1                       | Oilers d'Edmonton          | 4                          |                            |  |    |                        |                       |                       |  |    |                            |                            |                            |
|  |                                | S2                             | Flames de Calgary              | 1 |                          |                            |                            |                            |  |    |                        |                       |                       |  |    |                            |                            |                            |
|  | S2                             | S2                             | Flames de Calgary              | 1 | Flames de Calgary        | 3                          |                            |                            |  |    |                        |                       |                       |  |    |                            |                            |                            |
|  | S2                             |                                |                                |   | Flames de Calgary        | 3                          |                            |                            |  |    |                        |                       |                       |  |    |                            |                            |                            |
|  | S3                             | Canucks de Vancouver           | 1                              |   |                          |                            |                            |                            |  |    |                        |                       |                       |  |    |                            |                            |                            |

## Détails des matchs

### Demi-finales de division

#### Boston contre Québec
| 5 avril | Bruins de Boston | 4-3 (pr) (0-3, 2-0, 1-1, 0-0) | Nordiques de Québec | Boston Garden 13 549 spectateurs |

| Feuille de match, | Feuille de match, | Feuille de match,           | Feuille de match, | Feuille de match, |
| ----------------- | --- | --------------------------- | --- | ----------------- |
|                   | - Pederson (Middleton, Park) — 23 min 24 s O'Connell (Pederson, Crowder) — 25 min 54 s (SN) O'Connell — 48 min 16 s - | 0-1 0-2 0-3 1-3 2-3 3-3 3-4 | P. Šťastný (Côté, A. Šťastný) — 1 min 26 s P. Šťastný (Weir, Bouchard) — 7 min 18 s (SN) P. Šťastný (Hunter) — 16 min (SN) - Pederson (Middleton, Krushelnyski) — 61 min 46 s |                   |
| Peeters           | Gardiens | Bouchard                    | |                   |
|                   | |                             | |                   |
| 37                | Tirs | 21                          | |                   |

| 7 avril | Bruins de Boston | 4-2 (1-1, 0-0, 3-1) | Nordiques de Québec | Boston Garden 14 685 spectateurs |

| Feuille de match | Feuille de match | Feuille de match        | Feuille de match                                                                  | Feuille de match |
| ---------------- | --- | ----------------------- | --------------------------------------------------------------------------------- | ---------------- |
|                  | Middleton (Pederson, Howe) — 1 min 8 s - Bourque (Fergus, Cashman) — 49 min 59 s O'Connell (Bourque, McNab) — 50 min 43 s (SN) Middleton (Pederson) — 58 min | 1-0 1-1 1-2 2-2 3-2 4-2 | - A. Šťastný (Côté, P. Šťastný) — 16 min 33 s Hunter (Paiement) — 43 min 35 s - - |                  |
| Peeters          | Gardiens | Bouchard                |                                                                                   |                  |
|                  | |                         |                                                                                   |                  |
| 37               | Tirs | 18                      |                                                                                   |                  |

| 9 avril | Nordiques de Québec | 2-1 (1-0, 1-1, 0-0) | Bruins de Boston | Colisée de Québec 15 290 spectateurs |

| Feuille de match | Feuille de match                                                       | Feuille de match | Feuille de match                                     | Feuille de match |
| ---------------- | ---------------------------------------------------------------------- | ---------------- | ---------------------------------------------------- | ---------------- |
|                  | Hunter — 7 min 43 s (IN) - Moller (Pichette, A. Šťastný) — 36 min 40 s | 1-0 1-1 2-1      | - Middleton (Bourque, Pederson) — 24 min 52 s (SN) - |                  |
| Bouchard         | Gardiens                                                               | Peeters          |                                                      |                  |
|                  |                                                                        |                  |                                                      |                  |
| 28               | Tirs                                                                   | 32               |                                                      |                  |

| 10 avril | Nordiques de Québec | 1-2 (0-1, 0-0, 1-1) | Bruins de Boston | Colisée de Québec 15 269 spectateurs |

| Feuille de match | Feuille de match                                | Feuille de match | Feuille de match                                                          | Feuille de match |
| ---------------- | ----------------------------------------------- | ---------------- | ------------------------------------------------------------------------- | ---------------- |
|                  | - A. Šťastný (P. Šťastný, Côté) — 43 min 45 s - | 0-1 1-1 1-2      | Pederson (Middleton, Krushelnyski) — 57 s - Dufour (Crowder) — 52 min 2 s |                  |
| Bouchard         | Gardiens                                        | Peeters          |                                                                           |                  |
|                  |                                                 |                  |                                                                           |                  |
| 39               | Tirs                                            | 15               |                                                                           |                  |

#### Montréal contre Buffalo
| 6 avril | Canadiens de Montréal | 0-1 (0-0, 0-0, 0-1) | Sabres de Buffalo | Forum de Montréal 15 814 spectateurs |

| Feuille de match | Feuille de match | Feuille de match | Feuille de match               | Feuille de match |
| ---------------- | ---------------- | ---------------- | ------------------------------ | ---------------- |
|                  | -                | 0-0              | Peterson (Hamel) — 42 min 30 s |                  |
| Wamsley          | Gardiens         | Sauvé            |                                |                  |
|                  |                  |                  |                                |                  |
| 24               | Tirs             | 26               |                                |                  |

| 7 avril | Canadiens de Montréal | 0-3 (0-1, 0-2, 0-0) | Sabres de Buffalo | Forum de Montréal 15 752 spectateurs |

| Feuille de match                 | Feuille de match | Feuille de match | Feuille de match                                                                                                | Feuille de match |
| -------------------------------- | ---------------- | ---------------- | --- | ---------------- |
|                                  | - -              | 0-1 0-2 0-3      | McCourt (Perreault, Seiling) — 1 min 47 s Hamel (Housley, Virta) — 26 min 3 s (SN) Davis (Ramsey) — 26 min 39 s |                  |
| Wamsley (32 min Sevigny (28 min) | Gardiens         | Sauvé            | |                  |
|                                  |                  |                  | |                  |
| 22                               | Tirs             | 21               | |                  |

| 9 avril | Sabres de Buffalo | 4-2 (0-0, 2-1, 2-2) | Canadiens de Montréal | The Aud 16 433 spectateurs |

| Feuille de match | Feuille de match | Feuille de match        | Feuille de match                                                                     | Feuille de match |
| ---------------- | --- | ----------------------- | ------------------------------------------------------------------------------------ | ---------------- |
|                  | - Van Boxmeer (Cyr, Foligno) — 36 min 21 s (SN) Ruff (Ramsay) — 37 min 26 s - McKegney (Ruff, Playfair) — 55 min 50 s Ramsey — 59 min 35 s (CV) | 0-1 1-1 2-1 2-2 3-2 4-2 | Näslund (Carbonneau, Lafleur) — 47 min 25 s (SN) - Shutt (Lafleur) — 48 min 21 s - - |                  |
| Sauvé            | Gardiens | Wamsley                 |                                                                                      |                  |
|                  | |                         |                                                                                      |                  |
| 26               | Tirs | 30                      |                                                                                      |                  |

#### Philadelphie contre Rangers de New York
| 5 avril | Flyers de Philadelphie | 3-5 (0-3, 1-2, 2-0) | Rangers de New York | The Spectrum 17 147 spectateurs |

| Feuille de match | Feuille de match | Feuille de match                | Feuille de match | Feuille de match |
| ---------------- | --- | ------------------------------- | --- | ---------------- |
|                  | - Flockhart (Howe, R. Allison) — 29 min 55 s (SN) - Poulin (Sinisalo, Dvořák) — 41 min 14 s Barber (Howe, Propp) — 47 min 25 s (SN) | 0-1 0-2 0-3 0-4 1-4 1-5 2-5 3-5 | Hedberg (Fotiu, Chartraw) — 6 min 6 s Pavelich (Hedberg, Greschner) — 15 min 5 s Hedberg (Ruotsalainen, Leinonen) — 18 min 21 s (SN) Backman (Leinonen) — 26 min 32 s - Johnstone (McPhee, M. Allison) — 38 min 44 s - - |                  |
| Lindbergh        | Gardiens | Mio                             | |                  |
|                  | |                                 | |                  |
| 42               | Tirs | 35                              | |                  |

| 7 avril | Flyers de Philadelphie | 3-4 (1-0, 0-2, 2-2) | Rangers de New York | The Spectrum 17 147 spectateurs |

| Feuille de match | Feuille de match                                                                                                  | Feuille de match            | Feuille de match | Feuille de match |
| ---------------- | --- | --------------------------- | --- | ---------------- |
|                  | Propp (Flockhart, Barber) — 6 min 16 s (SN) - Sinisalo (Poulin, Marsh) — 40 min 51 s - Kerr (Propp) — 51 min 16 s | 1-0 1-1 1-2 2-2 2-3 2-4 3-4 | - McPhee (Johnstone, M. Allison) — 22 min 50 s Laidlaw (Pavelich, McClanahan) — 27 min 40 s - Pavelich (McClanahan, Hedberg) — 44 min 5 s Ruotsalainen (Hedberg, Pavelich) — 46 min 12 s - |                  |
| Lindbergh        | Gardiens | Mio                         | |                  |
|                  | |                             | |                  |
| 35               | Tirs | 22                          | |                  |

| 9 avril | Rangers de New York | 9-3 (3-1, 2-0, 4-2) | Flyers de Philadelphie | Madison Square Garden 17 381 spectateurs |

| Feuille de match | Feuille de match                                                                                | Feuille de match                                | Feuille de match | Feuille de match |
| ---------------- | ----------------------------------------------------------------------------------------------- | ----------------------------------------------- | --- | ---------------- |
|                  | - Clarke (Wilson) — 15 min 43 s - Sittler (Poulin) — 41 min 9 s Kerr (Poulin) — 46 min 29 s - - | 0-1 0-2 1-2 1-3 1-4 1-5 2-5 3-5 3-6 3-7 3-8 3-9 | McClanahan (Beck, Chartraw) — 4 min 1 s (SN) Greschner (Dave Maloney, Pavelich) — 5 min 24 s (SN) - Beck (M. Allison) — 18 min 48 s McClanahan (Hedberg, Dave Maloney) — 26 min 55 s Hedberg (Pavelich) — 35 min 54 s - Hedberg (McClanahan) — 48 min 1 s Ruotsalainen (Dave Maloney) — 49 min 35 s (SN) Backman (Beck) — 52 min 12 s Johnstone (McClanahan, Dave Maloney) — 56 min 49 s |                  |
| Mio              | Gardiens                                                                                        | Lindbergh                                       | |                  |
|                  |                                                                                                 |                                                 | |                  |
| 28               | Tirs                                                                                            | 30                                              | |                  |

#### Islanders de New York contre Washington
| 6 avril | Islanders de New York | 5-2 (1-1, 3-0, 1-1) | Capitals de Washington | Nassau Veterans Memorial Coliseum 15 230 spectateurs |

| Feuille de match | Feuille de match | Feuille de match            | Feuille de match                                                      | Feuille de match |
| ---------------- | --- | --------------------------- | --------------------------------------------------------------------- | ---------------- |
|                  | - Trottier (Potvin, Bossy) — 9 min 31 s (SN) Kallur (Persson, Potvin) — 22 min 46 s (SN) Tonelli (Goring, Morrow) — 23 min 50 s Trottier (Kallur, Persson) — 36 min 5 s (SN) - Nystrom (Tonelli, Potvin) — 48 min 18 s | 0-1 1-1 2-1 3-1 4-1 4-2 5-2 | Gould (Maruk) — 4 min 1 s (SN) - Gould (Currie, Holt) — 40 min 19 s - |                  |
| Smith            | Gardiens | Riggin                      |                                                                       |                  |
|                  | |                             |                                                                       |                  |
| 37               | Tirs | 29                          |                                                                       |                  |

| 7 avril | Islanders de New York | 2-4 (0-0, 1-2, 1-2) | Capitals de Washington | Nassau Veterans Memorial Coliseum 15 150 spectateurs |

| Feuille de match | Feuille de match                                                                          | Feuille de match        | Feuille de match | Feuille de match |
| ---------------- | ----------------------------------------------------------------------------------------- | ----------------------- | --- | ---------------- |
|                  | - Nystrom (Tonelli, Merrick) — 35 min 50 s - Potvin (Bourne, Bre. Sutter) — 54 min 29 s - | 0-1 1-1 1-2 1-3 2-3 2-4 | Gould — 33 min 46 s - Maruk (Theberge, Gustafsson) — 38 min 46 s Gould (Duchesne) — 42 min 51 s - Carpenter — 56 min 8 s |                  |
| Smith            | Gardiens                                                                                  | Jensen                  | |                  |
|                  |                                                                                           |                         | |                  |
| 32               | Tirs                                                                                      | 39                      | |                  |

| 9 avril | Capitals de Washington | 2-6 (0-2, 0-2, 2-2) | Islanders de New York | Capital Centre 18 130 spectateurs |

| Feuille de match | Feuille de match                                           | Feuille de match                | Feuille de match | Feuille de match |
| ---------------- | ---------------------------------------------------------- | ------------------------------- | --- | ---------------- |
|                  | - Laughlin (Jarvis) — 43 min 4 s - Stevens — 57 min 34 s - | 0-1 0-2 0-3 0-4 1-4 1-5 2-5 2-6 | Bourne (Bossy, Langevin) — 5 min 31 s Bourne (Morrow, Kallur) — 14 min 48 s Trottier (Kallur) — 32 min 39 s Trottier (Kallur, Goring) — 38 min 4 s - Tonelli (Merrick) — 46 min 31 s - Nystrom (Tonelli, Merrick) — 58 min 5 s |                  |
| Jensen Riggin    | Gardiens                                                   | Melanson                        | |                  |
|                  |                                                            |                                 | |                  |
| 28               | Tirs                                                       | 28                              | |                  |

| 10 avril | Capitals de Washington | 3-6 (0-1, 2-3, 1-2) | Islanders de New York | Capital Centre 18 130 spectateurs |

| Feuille de match | Feuille de match                                                                                             | Feuille de match                    | Feuille de match | Feuille de match |
| ---------------- | --- | ----------------------------------- | --- | ---------------- |
|                  | - Duchesne (Currie, Engblom) — 23 min 13 s - Gould (Engblom, Currie) — 36 min 58 s Houston — 51 min 34 s - - | 0-1 1-1 1-2 1-3 1-4 2-4 3-4 3-5 3-6 | Bossy (Trottier, Kallur) — 2 min 10 s - Bourne (Du. Sutter) — 26 min 41 s Bossy (Trottier) — 29 min 53 s Hallin (McEwen) — 30 min 37 s - Bossy (Kallur) — 57 min 14 s Tonelli (McEwen, Goring) — 58 min 49 s (CV) |                  |
| Jensen Riggin    | Gardiens | Melanson                            | |                  |
|                  | |                                     | |                  |
| 31               | Tirs | 37                                  | |                  |

#### Chicago contre Saint-Louis
| 6 avril | Black Hawks de Chicago | 2-4 (1-0, 1-0, 0-4) | Blues de Saint-Louis | Chicago Stadium 17 401 spectateurs |

| Feuille de match | Feuille de match                                                                        | Feuille de match        | Feuille de match | Feuille de match |
| ---------------- | --------------------------------------------------------------------------------------- | ----------------------- | --- | ---------------- |
|                  | Lysiak (Murray, Da. Sutter) — 3 min 24 s Larmer (Wilson, Murray) — 25 min 19 s (SN) - - | 1-0 2-0 2-1 2-2 2-3 2-4 | - Bri. Sutter (Ramage, Lapointe) — 43 min 8 s (SN) Dunlop (Ramage, Federko) — 48 min 35 s (SN) Zuke (Crombeen) — 51 min 35 s Patey — 59 min 59 s (CV) |                  |
| Bannerman        | Gardiens                                                                                | Liut                    | |                  |
|                  |                                                                                         |                         | |                  |
| 32               | Tirs                                                                                    | 29                      | |                  |

| 7 avril | Black Hawks de Chicago | 7-2 (4-0, 0-2, 3-0) | Blues de Saint-Louis | Chicago Stadium 15 150 spectateurs |

| Feuille de match | Feuille de match | Feuille de match                    | Feuille de match                                                               | Feuille de match |
| ---------------- | --- | ----------------------------------- | ------------------------------------------------------------------------------ | ---------------- |
|                  | Savard — 5 min 9 s Preston (Da. Sutter, Lysiak) — 9 min 23 s Lysiak (Preston, Da. Sutter) — 13 min Savard (Wilson, Larmer) — 17 min 34 s (SN) - Ludzik (Fraser, O'Callahan) — 42 min 30 s Fraser (Ludzik, Crossman) — 49 min 36 s Da. Sutter — 56 min 20 s | 1-0 2-0 3-0 4-0 4-1 4-2 5-2 6-2 7-2 | - Petterson — 35 min 32 s (SN) Turnbull (Vigneault, Lemieux) — 39 min 26 s - - |                  |
| Esposito         | Gardiens | Liut                                |                                                                                |                  |
|                  | |                                     |                                                                                |                  |
| 46               | Tirs | 26                                  |                                                                                |                  |

| 9 avril | Blues de Saint-Louis | 1-2 (0-2, 0-0, 1-0) | Black Hawks de Chicago | The Checkerdome 18 184 spectateurs |

| Feuille de match | Feuille de match                             | Feuille de match | Feuille de match                                                                  | Feuille de match |
| ---------------- | -------------------------------------------- | ---------------- | --------------------------------------------------------------------------------- | ---------------- |
|                  | - Reeds (Federko, Bri. Sutter) — 42 min 49 s | 0-1 0-2 1-2      | Wilson (Preston, Lysiak) — 14 min 25 s Savard (Wilson, Bannerman) — 18 min 22 s - |                  |
| Liut             | Gardiens                                     | Bannerman        |                                                                                   |                  |
|                  |                                              |                  |                                                                                   |                  |
| 26               | Tirs                                         | 27               |                                                                                   |                  |

| 10 avril | Blues de Saint-Louis | 3-5 (2-2, 0-1, 1-2) | Black Hawks de Chicago | The Checkerdome 14 109 spectateurs |

| Feuille de match | Feuille de match | Feuille de match                | Feuille de match | Feuille de match |
| ---------------- | --- | ------------------------------- | --- | ---------------- |
|                  | - Federko (Doré) — 12 min 16 s Bri. Sutter (Ramage, Federko) — 17 min 13 s (SN) - Federko (Doré, Petterson) — 45 min 48 s (SN) - - | 0-1 0-2 1-2 2-2 2-3 3-3 3-4 3-5 | Higgins (O'Callahan, Fraser) — 3 min 15 s Feamster (Savard, Wilson) — 8 min 31 s - Ludzik (Fraser, Higgins) — 23 min 47 s - Larmer (Savard, Crossman) — 49 min 39 s (SN) Da. Sutter — 59 min 26 s (CV) |                  |
| Liut             | Gardiens | Bannerman                       | |                  |
|                  | |                                 | |                  |
| 35               | Tirs | 44                              | |                  |

#### Minnesota contre Toronto
| 6 avril | North Stars du Minnesota | 5-4 (2-1, 1-1, 2-2) | Maple Leafs de Toronto | Met Center 15 184 spectateurs |

| Feuille de match | Feuille de match | Feuille de match                     | Feuille de match | Feuille de match |
| ---------------- | --- | ------------------------------------ | --- | ---------------- |
|                  | Bellows (Payne, Young) — 34 s - Ciccarelli (Broten, McCarthy) — 12 min 36 s - Broten (Bellows, Hartsburg) — 35 min 18 s (SN) - Maxwell (Payne, Roberts) — 46 min 38 s - Smith (Payne) — 59 min 38 s (SN) | 1-0 1-1 2-1 2-2 3-2 3-3 4-3 4-4 5-4  | - Gingras — 7 min 37 s - Salming (Gingras, Fryčer) — 20 min 59 s (SN) - Benning (Vaive, Anderson) — 40 min 44 s - Poddubny (Salming, Fryčer) — 54 min 36 s (SN) - |                  |
| Beaupre          | Gardiens | Palmateer (59 min) St. Croix (1 min) | |                  |
|                  | |                                      | |                  |
| 45               | Tirs | 31                                   | |                  |

| 7 avril | North Stars du Minnesota | 5-4 (pr) (1-2, 2-1, 1-1, 1-0) | Maple Leafs de Toronto | Met Center 15 204 spectateurs |

| Feuille de match | Feuille de match | Feuille de match                    | Feuille de match | Feuille de match |
| ---------------- | --- | ----------------------------------- | --- | ---------------- |
|                  | - Payne (Young, Ferguson) — 18 min 43 s Friest (Smith, Maxwell) — 23 min 43 s Roberts — 29 min 29 s - Smith (McCarthy, Ciccarelli) — 57 min 32 s Smith (Giles) — 65 min 3 s | 0-1 0-2 1-2 2-2 3-2 3-3 3-4 4-4 5-4 | Fryčer — 1 min 5 s Derlago (Vaive, Anderson) — 7 min 48 s (SN) - Poddubny (Terrion, Fryčer) — 34 min 51 s Shand (Fryčer, Terrion) — 48 min 1 s - - |                  |
| Beaupre          | Gardiens | Palmateer                           | |                  |
|                  | |                                     | |                  |
| 45               | Tirs | 39                                  | |                  |

| 9 avril | Maple Leafs de Toronto | 6-3 (1-2, 2-1, 1-1, 1-0) | North Stars du Minnesota | Maple Leaf Gardens 15 382 spectateurs |

| Feuille de match | Feuille de match | Feuille de match                    | Feuille de match | Feuille de match |
| ---------------- | --- | ----------------------------------- | --- | ---------------- |
|                  | Terrion — 6 min 49 s - Anderson (Salming, Gingras) — 30 min 59 s (SN) - Fryčer — 35 min 46 s - Poddubny (Fryčer, Terrion) — 45 min 51 s (SN) Boudreau (Harris) — 50 min 42 s Anderson (Vaive, Salming) — 58 min 53 s (CV) | 1-0 1-1 2-1 2-2 3-2 3-3 4-3 5-3 6-3 | - Maxwell (Ciccarelli, Hartsburg) — 25 min 35 s (SN) - Bellows (Hartsburg, Payne) — 33 min 3 s - Payne (Bellows, Roberts) — 36 min 8 s - - |                  |
| Palmateer        | Gardiens | Beaupre                             | |                  |
|                  | |                                     | |                  |
| 50               | Tirs | 38                                  | |                  |

| 10 avril | Maple Leafs de Toronto | 4-5 (pr) (0-0, 2-1, 2-0, 3-1) | North Stars du Minnesota | Maple Leaf Gardens 16 382 spectateurs |

| Feuille de match | Feuille de match | Feuille de match                    | Feuille de match | Feuille de match |
| ---------------- | --- | ----------------------------------- | --- | ---------------- |
|                  | Derlago (Vaive, Salming) — 25 min 17 s (SN) - Derlago (Anderson, Vaive) — 39 min 17 s - Vaive (Benning, Melrose) — 46 min 22 s - Vaive (Anderson) — 57 min 13 s - - | 1-0 1-1 2-1 2-2 3-2 3-3 4-3 4-4 4-5 | - Maxwell (Ciccarelli, Hartsburg) — 30 min 59 s (SN) - Smith (Plett, MacAdam) — 40 min 12 s - Bellows (Hartsburg, Maxwell) — 50 min 41 s (SN) - Bellows (Payne, Hartsburg) — 59 min 38 s Ciccarelli (Giles, Smith) — 68 min 5 s |                  |
| Palmateer        | Gardiens | Beaupre                             | |                  |
|                  | |                                     | |                  |
| 27               | Tirs | 43                                  | |                  |

#### Edmonton contre Winnipeg
| 6 avril | Oilers d'Edmonton | 6-3 (3-1, 3-0, 0-2) | Jets de Winnipeg | Northlands Coliseum 17 498 spectateurs |

| Feuille de match | Feuille de match | Feuille de match                    | Feuille de match | Feuille de match |
| ---------------- | --- | ----------------------------------- | --- | ---------------- |
|                  | Linseman (Lindström, Messier) — 14 min 10 s Hunter (Gretzky, Jackson) — 14 min 17 s Gretzky (Kurri, Lowe) — 15 min 58 s (IN) - Gretzky (Anderson) — 20 min 9 s () Gretzky (Kurri) — 25 min 52 s Gretzky — 32 min 48 s (IN) - - | 1-0 2-0 3-0 3-1 4-1 5-1 6-1 6-2 6-3 | - Mullen (MacLean, Hawerchuk) — 17 min 31 s - Maxwell (Hawerchuk) — 46 min 13 s () Wilson (Lundholm, Steen) — 51 min 16 s |                  |
| Moog             | Gardiens | Hayward (40 min) Soetaert (20 min)  | |                  |
|                  | |                                     | |                  |
| 36               | Tirs | 29                                  | |                  |

| 7 avril | Oilers d'Edmonton | 4-3 (2-2, 0-0, 2-1) | Jets de Winnipeg | Northlands Coliseum 17 498 spectateurs |

| Feuille de match | Feuille de match | Feuille de match            | Feuille de match | Feuille de match |
| ---------------- | --- | --------------------------- | --- | ---------------- |
|                  | - Messier (Gretzky, Anderson) — 7 min 40 s (SN) - Linseman (Lindström, Lowe) — 14 min 53 s Coffey (Gretzky, Kurri) — 42 min 57 s (IN) - Messier (Linseman) — 58 min 16 s | 0-1 1-1 1-2 2-2 3-2 3-3 4-3 | Mantha (Dupont, Wilson) — 4 min 57 s (SN) - Dupont (Wilson, Boschman) — 9 min 12 s (SN) - Mantha (MacLean, Hawerchuk) — 43 min 26 s (IN) - |                  |
| Moog             | Gardiens | Hayward                     | |                  |
|                  | |                             | |                  |
| 27               | Tirs | 28                          | |                  |

| 9 avril | Jets de Winnipeg | 3-4 (1-1, 0-1, 3-1) | Oilers d'Edmonton | Winnipeg Arena 11 346 spectateurs |

| Feuille de match | Feuille de match | Feuille de match            | Feuille de match | Feuille de match |
| ---------------- | --- | --------------------------- | --- | ---------------- |
|                  | - MacLean (Hawerchuk, Mantha) — 17 min 59 s (SN) Hawerchuk (Mantha) — 26 min 56 s (SN) - Wilson (Steen) — 57 min 38 s - | 0-1 1-1 2-1 2-2 2-3 3-3 3-4 | Coffey (Gretzky) — 7 min 59 s - Lowe (Messier) — 54 min 4 s Lindström (Messier) — 57 min 8 s - Linseman — 58 min 46 s |                  |
| Hayward          | Gardiens | Moog                        | |                  |
|                  | |                             | |                  |
| 29               | Tirs | 31                          | |                  |

#### Calgary contre Vancouver
| 6 avril | Flames de Calgary | 4-3 (pr) (1-0, 0-2, 2-1, 1-0) | Canucks de Vancouver | Stampede Corral 7 242 spectateurs |

| Feuille de match                 | Feuille de match | Feuille de match            | Feuille de match | Feuille de match |
| -------------------------------- | --- | --------------------------- | --- | ---------------- |
|                                  | Chouinard (Beers, Macoun) — 10 min 24 s - Russell (Nilsson, Bridgman) — 44 min 45 s Peplinski (L. McDonald, LaVallée) — 49 min 25 s Beers (Risebrough, Russell) — 72 min 27 s | 1-0 1-1 1-2 1-3 2-3 3-3 4-3 | - Smyl (Williams, Gradin) — 28 min 59 s Lupul (B. MacDonald) — 33 min 12 s Halward (Lupul, B. MacDonald) — 42 min 14 s - - |                  |
| Edwards (51 min) Lemelin (9 min) | Gardiens | Brodeur                     | |                  |
|                                  | |                             | |                  |
| 38                               | Tirs | 33                          | |                  |

| 7 avril | Flames de Calgary | 5-3 (0-1, 2-0, 3-2) | Canucks de Vancouver | Stampede Corral 7 242 spectateurs |

| Feuille de match | Feuille de match | Feuille de match                | Feuille de match | Feuille de match |
| ---------------- | --- | ------------------------------- | --- | ---------------- |
|                  | - L. McDonald (Nilsson) — 28 min 18 s (SN) Konroyd (Nilsson) — 35 min 20 s L. McDonald (LaVallée, Reinhart) — 43 min 55 s Jackson (Nilsson, Russell) — 44 min 43 s - Bridgman (Eloranta, Nilsson) — 54 min 42 s (SN) - | 0-1 1-1 2-1 3-1 4-1 4-2 5-2 5-3 | Gradin (Smyl, Snepsts) — 5 min 38 s - Hlinka (Crawford, Lindgren) — 46 min 52 s - Lindgren (Hlinka, Gradin) — 58 min 5 s |                  |
| Lemelin          | Gardiens | Brodeur                         | |                  |
|                  | |                                 | |                  |
| 23               | Tirs | 24                              | |                  |

| 9 avril | Canucks de Vancouver | 5-4 (0-0, 4-2, 1-2) | Flames de Calgary | Pacific Coliseum 16 413 spectateurs |

| Feuille de match | Feuille de match | Feuille de match                    | Feuille de match | Feuille de match |
| ---------------- | --- | ----------------------------------- | --- | ---------------- |
|                  | Snepsts (Kirton) — 21 min 51 s Lanz (Lupul, Tanti) — 23 min 5 s McCarthy (Hlinka, Smyl) — 30 min 29 s - Lanz (Gradin) — 33 min 13 s (SN) - Smyl (Hlinka) — 59 min 3 s | 1-0 2-0 3-0 3-1 4-1 4-2 4-3 4-4 5-4 | - Nilsson (Reinhart, Chouinard) — 31 min 53 s (SN) - LaVallée (Peplinski, Russell) — 36 min 43 s Dunn (Nilsson, Macoun) — 48 min Bridgman (Hislop, Dunn) — 55 min 57 s - |                  |
| Garrett          | Gardiens | Lemelin                             | |                  |
|                  | |                                     | |                  |
| 38               | Tirs | 30                                  | |                  |

| 10 avril | Canucks de Vancouver | 3-4 (pr) (0-1, 2-2, 1-0, 0-1) | Flames de Calgary | Pacific Coliseum 15 264 spectateurs |

| Feuille de match | Feuille de match | Feuille de match            | Feuille de match | Feuille de match |
| ---------------- | --- | --------------------------- | --- | ---------------- |
|                  | - Kirton (Williams, McCarthy) — 32 min 16 s Smyl (Lanz, Hlinka) — 33 min 56 s (SN) - Butcher (Kirton, Lupul) — 57 min 38 s - | 0-1 1-1 2-1 2-2 2-3 3-3 3-4 | Meredith (Bridgman, LaVallée) — 15 min 7 s - Risebrough — 36 min Hunter (Reinhart, Nilsson) — 37 min 33 s (SN) - Meredith (Bridgman) — 61 min 6 s |                  |
| Brodeur          | Gardiens | Lemelin                     | |                  |
|                  | |                             | |                  |
| 35               | Tirs | 25                          | |                  |

### Finales de division

#### Boston contre Buffalo
| 14 avril | Bruins de Boston | 4-7 (2-1, 1-4, 1-2) | Sabres de Buffalo | Boston Garden 14 685 spectateurs |

| Feuille de match | Feuille de match | Feuille de match                            | Feuille de match | Feuille de match |
| ---------------- | --- | ------------------------------------------- | --- | ---------------- |
|                  | Bourque (O'Connell, Middleton) — 4 min 49 s Pederson (Middleton, Park) — 10 min 51 s (SN) - McNab (Bourque, Crowder) — 20 min 40 s - Kasper (Crowder) — 57 min 44 s | 1-0 2-0 2-1 3-1 3-2 3-3 3-4 3-5 3-6 3-7 4-7 | - Ramsey (Housley, Seiling) — 16 min 33 s - Ruff (Perreault) — 21 min 17 s Ruff — 22 min 19 s McKegney (Foligno) — 29 min 37 s McKegney (McCourt, Virta) — 35 min 35 s (SN) Ramsay (Savard) — 41 min 8 s Hamel — 43 min 27 s - |                  |
| Peeters          | Gardiens | Sauvé                                       | |                  |
|                  | |                                             | |                  |
| 17               | Tirs | 29                                          | |                  |

| 15 avril | Bruins de Boston | 5-3 (2-0, 2-0, 1-3) | Sabres de Buffalo | Boston Garden 14 685 spectateurs |

| Feuille de match | Feuille de match | Feuille de match                | Feuille de match                                                                   | Feuille de match |
| ---------------- | --- | ------------------------------- | ---------------------------------------------------------------------------------- | ---------------- |
|                  | Krushelnyski (Middleton, Pederson) — 52 s Middleton (Pederson) — 10 min 30 s Crowder (Pederson, Bourque) — 32 min 5 s (SN) Bourque (Krushelnyski) — 39 min 36 s - Krushelnyski (Middleton, Bourque) — 52 min 35 s - - | 1-0 2-0 3-0 4-0 4-1 5-1 5-2 5-3 | - Housley — 52 min 19 s - Ramsey (McCourt) — 55 min 3 s Foligno (Cyr) — 56 min 1 s |                  |
| Peeters          | Gardiens | Sauvé                           |                                                                                    |                  |
|                  | |                                 |                                                                                    |                  |
| 34               | Tirs | 40                              |                                                                                    |                  |

| 17 avril | Sabres de Buffalo | 4-3 (1-0, 1-2, 2-1) | Bruins de Boston | The Aud 16 433 spectateurs |

| Feuille de match | Feuille de match | Feuille de match            | Feuille de match                                                                                              | Feuille de match |
| ---------------- | --- | --------------------------- | --- | ---------------- |
|                  | Ramsay (Savard, Seiling) — 3 min 57 s - McCourt (Housley, Perreault) — 29 min 16 s (SN) Andreychuk (Foligno, Hamel) — 44 min 25 s - Ramsey (Peterson, Ramsay) — 57 min 2 s | 1-0 1-1 1-2 2-2 3-2 3-3 4-3 | - Crowder — 26 min 14 s Fergus (Middleton, Kluzak) — 27 min 47 s - Pederson (Middleton, Park) — 45 min 59 s - |                  |
| Sauvé            | Gardiens | Peeters                     | |                  |
|                  | |                             | |                  |
| 24               | Tirs | 24                          | |                  |

| 18 avril | Sabres de Buffalo | 2-6 (1-2, 1-1, 0-3) | Bruins de Boston | The Aud 16 433 spectateurs |

| Feuille de match | Feuille de match                                                                        | Feuille de match                | Feuille de match | Feuille de match |
| ---------------- | --------------------------------------------------------------------------------------- | ------------------------------- | --- | ---------------- |
|                  | - Cyr (Perreault, Housley) — 14 min 53 s (SN) McCourt (Perreault) — 26 min 9 s (SN) - - | 0-1 0-2 1-2 2-2 2-3 2-4 2-5 2-6 | Middleton (Pederson, Crowder) — 5 min Pederson (Bourque, Middleton) — 12 min 49 s - Middleton (O'Connell) — 32 min 4 s Krushelnyski (Pederson, Middleton) — 40 min 31 s Pederson (Middleton) — 52 min 48 s Gillis (Pederson, Middleton) — 59 min 29 s |                  |
| Sauvé            | Gardiens                                                                                | Peeters                         | |                  |
|                  |                                                                                         |                                 | |                  |
| 28               | Tirs                                                                                    | 28                              | |                  |

| 20 avril | Bruins de Boston | 9-0 (5-0, 2-0, 2-0) | Sabres de Buffalo | Boston Garden 14 685 spectateurs |

| Feuille de match | Feuille de match | Feuille de match                      | Feuille de match | Feuille de match |
| ---------------- | --- | ------------------------------------- | ---------------- | ---------------- |
|                  | Crowder (Bourque) — 2 min 16 s Middleton (Pederson, Bourque) — 3 min 14 s (SN) Pederson (Park, Middleton) — 13 min Middleton (Bourque, Park) — 14 min 51 s (IN) Krushelnyski (Pederson) — 18 min 50 s Pederson — 27 min Kluzak (Middleton) — 36 min Kasper (O'Connell) — 47 min 4 s (IN) McNab (MacTavish, Park) — 57 min 15 s | 1-0 2-0 3-0 4-0 5-0 6-0 7-0 8-0 9-0   | - -              |                  |
| Peeters          | Gardiens | Sauvé (3 min 14 s) Myre (56 min 46 s) |                  |                  |
|                  | |                                       |                  |                  |
| 31               | Tirs | 22                                    |                  |                  |

| 22 avril | Sabres de Buffalo | 5-3 (1-2, 2-0, 2-1) | Bruins de Boston | The Aud 16 433 spectateurs |

| Feuille de match | Feuille de match | Feuille de match                | Feuille de match                                                                                            | Feuille de match |
| ---------------- | --- | ------------------------------- | --- | ---------------- |
|                  | - Housley (Perreault, Peterson) — 19 min 34 s (SN) Virta — 21 min 25 s Foligno (McKegney, Cyr) — 36 min 39 s - Ruff (Ramsey) — 49 min 25 s Housley (Ramsay, Ruff) — 53 min 15 s | 0-1 0-2 1-2 2-2 3-2 3-3 4-3 5-3 | Park (Fergus) — 9 min 45 s Fergus (Gillis, Kluzak) — 10 min 17 s - Krushelnyski (Bourque) — 48 min 36 s - - |                  |
| Sauvé            | Gardiens | Peeters                         | |                  |
|                  | |                                 | |                  |
| 27               | Tirs | 25                              | |                  |

| 24 avril | Bruins de Boston | 3-2 (pr) (0-1, 2-1, 0-1, 0-0) | Sabres de Buffalo | Boston Garden 14 685 spectateurs |

| Feuille de match | Feuille de match                                                                                                  | Feuille de match    | Feuille de match                                                                  | Feuille de match |
| ---------------- | --- | ------------------- | --------------------------------------------------------------------------------- | ---------------- |
|                  | - Pederson (Middleton) — 26 min 32 s Park (Middleton, O'Connell) — 29 min 21 s (SN) Park (Pederson) — 61 min 52 s | 0-1 0-2 1-2 2-2 3-2 | Seiling (Ramsey, Savard) — 10 min 42 s Seiling (Ramsey, Savard) — 23 min 50 s - - |                  |
| Peeters          | Gardiens | Sauvé               |                                                                                   |                  |
|                  | |                     |                                                                                   |                  |
| 30               | Tirs | 21                  |                                                                                   |                  |

#### Islanders de New York contre Rangers de New York
| 14 avril | Islanders de New York | 4-1 (0-1, 1-0, 3-0) | Rangers de New York | Nassau Veterans Memorial Coliseum 15 230 spectateurs |

| Feuille de match | Feuille de match | Feuille de match    | Feuille de match                                    | Feuille de match |
| ---------------- | --- | ------------------- | --------------------------------------------------- | ---------------- |
|                  | - Persson (Kallur, Potvin) — 25 min 43 s (SN) Potvin (Bre. Sutter, Bourne) — 41 min 44 s Bre. Sutter (Du. Sutter, Bourne) — 44 min 27 s Du. Sutter (Bourne, Bre. Sutter) — 48 min 5 s (SN) | 0-1 1-1 2-1 3-1 4-1 | Greschner (Pavelich, Hedberg) — 13 min 1 s (SN) - - |                  |
| Smith            | Gardiens | Mio                 |                                                     |                  |
|                  | |                     |                                                     |                  |
| 33               | Tirs | 20                  |                                                     |                  |

| 15 avril | Islanders de New York | 5-0 (2-0, 3-0, 0-0) | Rangers de New York | Nassau Veterans Memorial Coliseum 15 317 spectateurs |

| Feuille de match | Feuille de match | Feuille de match    | Feuille de match | Feuille de match |
| ---------------- | --- | ------------------- | ---------------- | ---------------- |
|                  | Tonelli (Nystrom) — 54 s Du. Sutter (Jonsson) — 8 min 10 s Du. Sutter (Bourne) — 15 min 33 s Bre. Sutter (Bourne, Potvin) — 28 min 2 s (SN) Du. Sutter (Bourne, Bre. Sutter) — 35 min 26 s | 1-0 2-0 3-0 4-0 5-0 | - -              |                  |
| Smith            | Gardiens | Hanlon              |                  |                  |
|                  | |                     |                  |                  |
| 47               | Tirs | 23                  |                  |                  |

| 17 avril | Rangers de New York | 7-6 (4-2, 3-0, 0-4) | Islanders de New York | Madison Square Garden 17 386 spectateurs |

| Feuille de match | Feuille de match | Feuille de match                                    | Feuille de match | Feuille de match |
| ---------------- | --- | --------------------------------------------------- | --- | ---------------- |
|                  | - McPhee (Hedberg, Dave Maloney) — 7 min 14 s (SN) Johnstone (Dave Maloney, M. Allison) — 8 min 46 s (SN) - Duguay (McPhee, Backman) — 13 min 8 s Beck (Duguay, Ruotsalainen) — 17 min 45 s Dave Maloney (Don Maloney, M. Allison) — 22 min 11 s Johnstone — 24 min 12 s Pavelich (Greschner, Kleinendorst) — 33 min 20 s (SN) - - | 0-1 1-1 2-1 2-2 3-2 4-2 5-2 6-2 7-2 7-3 7-4 7-5 7-6 | Bossy (Kallur, Jonsson) — 5 min 6 s (SN) - Bourne (Carroll, Smith) — 11 min 3 s (IN) - Carroll — 42 min 33 s (IN) Bossy — 44 min 55 s Kallur — 48 min 36 s (IN) Potvin (Bourne, Bossy) — 59 min 17 s (SN) |                  |
| Mio              | Gardiens | Smith (22 min 11 s) Melanson (37 min 49 s)          | |                  |
|                  | |                                                     | |                  |
| 42               | Tirs | 33                                                  | |                  |

| 18 avril | Rangers de New York | 3-1 (1-0, 0-0, 2-1) | Islanders de New York | Madison Square Garden 17 302 spectateurs |

| Feuille de match | Feuille de match                                                                                 | Feuille de match | Feuille de match                                  | Feuille de match |
| ---------------- | ------------------------------------------------------------------------------------------------ | ---------------- | ------------------------------------------------- | ---------------- |
|                  | McPhee (Duguay, Beck) — 2 min 51 s Pavelich (Hedberg) — 50 min 40 s Ruotsalainen — 52 min 44 s - | 1-0 2-0 3-0 3-1  | - Gilbert (Bre. Sutter, Du. Sutter) — 58 min 22 s |                  |
| Mio              | Gardiens                                                                                         | Melanson         |                                                   |                  |
|                  |                                                                                                  |                  |                                                   |                  |
| 22               | Tirs                                                                                             | 36               |                                                   |                  |

| 20 avril | Islanders de New York | 7-2 (1-1, 4-1, 2-0) | Rangers de New York | Nassau Veterans Memorial Coliseum 15 317 spectateurs |

| Feuille de match | Feuille de match | Feuille de match                    | Feuille de match                                                                           | Feuille de match |
| ---------------- | --- | ----------------------------------- | ------------------------------------------------------------------------------------------ | ---------------- |
|                  | Trottier (Nystrom, Morrow) — 13 min 18 s - Bossy (Potvin, Trottier) — 24 min 1 s (SN) Lane (Bre. Sutter, Bourne) — 29 min 30 s Du. Sutter (Bourne, Bre. Sutter) — 31 min 42 s Bourne (Jonsson) — 38 min 35 s - Bre. Sutter (Bourne, Du. Sutter) — 42 min 32 s Potvin (Goring, Bre. Sutter) — 50 min 20 s | 1-0 1-1 2-1 3-1 4-1 5-1 5-2 6-2 7-2 | - Ruotsalainen (Kleinendorst) — 18 min 45 s - Ftorek (Leinonen, Laidlaw) — 39 min 40 s - - |                  |
| Smith            | Gardiens | Mio                                 |                                                                                            |                  |
|                  | |                                     |                                                                                            |                  |
| 43               | Tirs | 20                                  |                                                                                            |                  |

| 22 avril | Rangers de New York | 2-5 (1-0, 1-2, 0-3) | Islanders de New York | Madison Square Garden 17 390 spectateurs |

| Feuille de match | Feuille de match                                                                         | Feuille de match            | Feuille de match | Feuille de match |
| ---------------- | ---------------------------------------------------------------------------------------- | --------------------------- | --- | ---------------- |
|                  | Duguay (McPhee, Backman) — 12 min 44 s - Leinonen (Hedberg, Beck) — 29 min 31 s (SN) - - | 1-0 1-1 1-2 2-2 2-3 2-4 2-5 | - Tonelli (Goring, Morrow) — 24 min 2 s Goring (Tonelli) — 25 min 3 s - Goring (Nystrom, Tonelli) — 45 min 21 s Bre. Sutter (Lane, Du. Sutter) — 48 min 8 s Morrow — 54 min 9 s |                  |
| Mio              | Gardiens                                                                                 | Smith                       | |                  |
|                  |                                                                                          |                             | |                  |
| 30               | Tirs                                                                                     | 44                          | |                  |

#### Chicago contre Minnesota
| 14 avril | Black Hawks de Chicago | 5-2 (0-0, 2-2, 3-0) | North Stars du Minnesota | Chicago Stadium 17 432 spectateurs |

| Feuille de match | Feuille de match | Feuille de match            | Feuille de match                                                                             | Feuille de match |
| ---------------- | --- | --------------------------- | -------------------------------------------------------------------------------------------- | ---------------- |
|                  | Ludzik (Wilson, Murray) — 28 min - Crossman (Lysiak, Da. Sutter) — 38 min 52 s Fraser (Wilson, Ludzik) — 53 min 6 s Savard (Secord, Fox) — 57 min 41 s Wilson (Lysiak) — 59 min 14 s (CV) | 1-0 1-1 1-2 2-2 3-2 4-2 5-2 | - McCarthy (Ciccarelli, Roberts) — 28 min 31 s Smith (Maxwell, Plett) — 33 min 17 s (SN) - - |                  |
| Bannerman        | Gardiens | Meloche                     |                                                                                              |                  |
|                  | |                             |                                                                                              |                  |
| 29               | Tirs | 29                          |                                                                                              |                  |

| 15 avril | Black Hawks de Chicago | 7-4 (3-0, 2-2, 2-2) | North Stars du Minnesota | Chicago Stadium 17 506 spectateurs |

| Feuille de match | Feuille de match | Feuille de match                            | Feuille de match | Feuille de match |
| ---------------- | --- | ------------------------------------------- | --- | ---------------- |
|                  | Secord (Larmer, Crossman) — 5 min 40 s Larmer (Savard) — 16 min 10 s Crossman (Savard, Wilson) — 17 min 18 s (SN) Murray (Da. Sutter, Preston) — 26 min 6 s (SN) Lysiak (Crossman, Preston) — 26 min 41 s - Savard (Larmer, Secord) — 51 min 56 s Savard (Larmer) — 56 min 26 s - | 1-0 2-0 3-0 4-0 5-0 5-1 5-2 5-3 6-3 7-3 7-4 | - Hartsburg (Broten) — 32 min 56 s (SN) MacAdam (Ciccarelli, Broten) — 36 min 44 s Ciccarelli (Broten, McCarthy) — 43 min 47 s - Plett (Ciccarelli, Hartsburg) — 57 min 14 s |                  |
| Bannerman        | Gardiens | Beaupre                                     | |                  |
|                  | |                                             | |                  |
| 29               | Tirs | 28                                          | |                  |

| 17 avril | North Stars du Minnesota | 5-1 (2-0, 0-1, 3-0) | Black Hawks de Chicago | Met Center 15 784 spectateurs |

| Feuille de match | Feuille de match | Feuille de match        | Feuille de match                        | Feuille de match |
| ---------------- | --- | ----------------------- | --------------------------------------- | ---------------- |
|                  | MacAdam (Maxwell) — 13 min 51 s Ciccarelli (Maxwell, McCarthy) — 17 min 36 s (SN) - Hartsburg (Ferguson, Plett) — 41 min 54 s Smith (Hartsburg, Payne) — 43 min 7 s (SN) Payne (Maxwell, Bellows) — 58 min 35 s (SN) | 1-0 2-0 2-1 3-1 4-1 5-1 | - Secord (Higgins, Ludzik) — 34 min - - |                  |
| Meloche          | Gardiens | Bannerman               |                                         |                  |
|                  | |                         |                                         |                  |
| 36               | Tirs | 25                      |                                         |                  |

| 18 avril | North Stars du Minnesota | 3-4 (pr) (1-0, 2-2, 0-0, 1-1) | Black Hawks de Chicago | Met Center 15 445 spectateurs |

| Feuille de match | Feuille de match | Feuille de match            | Feuille de match | Feuille de match |
| ---------------- | --- | --------------------------- | --- | ---------------- |
|                  | Bellows (Smith, Sargent) — 13 min 5 s (SN) Hartsburg (Broten, Smith) — 21 min 13 s (SN) Maxwell (Bellows, Roberts) — 30 min 50 s - - | 1-0 2-0 3-0 3-1 3-2 3-3 3-4 | - Lysiak (Crossman, Wilson) — 33 min 2 s (SN) Wilson (Fraser, Ludzik) — 38 min 29 s Lysiak (Da. Sutter, Fox) — 42 min 37 s Preston (Lysiak, Fox) — 70 min 34 s |                  |
| Meloche          | Gardiens | Esposito                    | |                  |
|                  | |                             | |                  |
| 33               | Tirs | 38                          | |                  |

| 20 avril | Black Hawks de Chicago | 5-2 (2-0, 2-1, 1-1) | North Stars du Minnesota | Chicago Stadium 17 439 spectateurs |

| Feuille de match | Feuille de match | Feuille de match            | Feuille de match                                                                         | Feuille de match |
| ---------------- | --- | --------------------------- | ---------------------------------------------------------------------------------------- | ---------------- |
|                  | Savard (Crossman, Larmer) — 7 min 24 s (SN) Wilson (Savard, Marsh) — 19 min 22 s (IN) Paterson — 24 min 13 s (IN) - Da. Sutter (Lysiak, Preston) — 35 min 7 s - Fraser (Wilson) — 49 min 45 s | 1-0 2-0 3-0 3-1 4-1 4-2 5-2 | - Maxwell (Ferguson, Roberts) — 30 min 22 s - McCarthy (Broten, Sargent) — 49 min 12 s - |                  |
| Esposito         | Gardiens | Meloche                     |                                                                                          |                  |
|                  | |                             |                                                                                          |                  |
| 35               | Tirs | 39                          |                                                                                          |                  |

#### Edmonton contre Calgary
Les Oilers d'Edmonton éliminent les Flames de Calgary en 5 matchs au cours desquels ils inscrivent 35 buts dont 3 en infériorité numérique lors du seul troisième match de la série qu'ils remportent 10-2.
| 14 avril | Oilers d'Edmonton | 6-3 (2-0, 0-1, 4-2) | Flames de Calgary | Northlands Coliseum 17 498 spectateurs |

| Feuille de match | Feuille de match | Feuille de match                    | Feuille de match | Feuille de match |
| ---------------- | --- | ----------------------------------- | --- | ---------------- |
|                  | Messier (Gregg, Lindström) — 1 min 38 s Messier (Coffey, Moog) — 17 min 12 s (SN) - Messier (Linseman, D. Jackson) — 42 min Hughes (Hunter) — 42 min 8 s Coffey (Kurri, Anderson) — 47 min 30 s Messier — 48 min 58 s (IN) - - | 1-0 2-0 2-1 3-1 4-1 5-1 6-1 6-2 6-3 | - Reinhart (Chouinard, Eloranta) — 26 min 26 s (SN) - Reinhart (Chouinard, L. McDonald) — 50 min 4 s (SN) Reinhart (Meredith) — 53 min 1 s (IN) |                  |
| Lemelin          | Gardiens | Moog                                | |                  |
|                  | |                                     | |                  |
| 33               | Tirs | 36                                  | |                  |

| 15 avril | Oilers d'Edmonton | 5-1 (3-1, 0-0, 2-0) | Flames de Calgary | Northlands Coliseum 17 498 spectateurs |

| Feuille de match | Feuille de match | Feuille de match        | Feuille de match                              | Feuille de match |
| ---------------- | --- | ----------------------- | --------------------------------------------- | ---------------- |
|                  | Kurri (Anderson, Gretzky) — 31 s - Gregg (Kurri, Gretzky) — 15 min 23 s D. Jackson (Hunter, Hughes) — 18 min 29 s Coffey — 46 min 6 s (SN) Lindström (Linseman, Messier) — 53 min 45 s (SN) | 1-0 1-1 2-1 3-1 4-1 5-1 | - Eloranta (Nilsson, Hislop) — 4 min 36 s - - |                  |
| Edwards          | Gardiens | Moog                    |                                               |                  |
|                  | |                         |                                               |                  |
| 38               | Tirs | 27                      |                                               |                  |

| 17 avril | Flames de Calgary | 2-10 (1-3, 1-4, 0-3) | Oilers d'Edmonton | 7 242 spectateurs |

| Feuille de match                  | Feuille de match                                                | Feuille de match                                 | Feuille de match | Feuille de match |
| --------------------------------- | --------------------------------------------------------------- | ------------------------------------------------ | --- | ---------------- |
|                                   | Reinhart (Konroyd, Nilsson) — 13 min 57 s Jalonen — 36 min 44 s | 0-1 0-2 1-2 1-3 1-4 1-5 1-6 2-6 2-7 2-8 2-9 2-10 | Coffey (Gretzky, Kurri) — 8 min 18 s (IN) Gretzky (Anderson) — 13 min 42 s Gretzky (Kurri) — 14 min 37 s Anderson — 20 min 36 s Gretzky (Gregg, Kurri) — 24 min 53 s (IN) Messier (Coffey, Huddy) — 34 min 53 s Gretzky (Anderson, Fogolin) — 39 min 6 s Messier (Gretzky) — 49 min 10 s (IN) Cote (Huddy, Hunter) — 53 min 16 s Messier (Gretzky, Lindström) — 58 min 40 s |                  |
| Lemelin (40 min) Edwards (20 min) | Gardiens                                                        | Moog (49 min) Fuhr (11 min)                      | |                  |
|                                   |                                                                 |                                                  | |                  |
| 21                                | Tirs                                                            | 31                                               | |                  |

| 18 avril | Flames de Calgary | 6-5 (2-2, 2-0, 2-3) | Oilers d'Edmonton | Stampede Corral 7 242 spectateurs |

| Feuille de match | Feuille de match | Feuille de match                            | Feuille de match | Feuille de match |
| ---------------- | --- | ------------------------------------------- | --- | ---------------- |
|                  | Reinhart (L. McDonald, Chouinard) — 6 min 5 s (SN) - L. McDonald (Russell, Eloranta) — 11 min 32 s - Reinhart (Chouinard) — 32 min 17 s (SN) J. Jackson (Nilsson, Risebrough) — 37 min 40 s Bridgman (L. McDonald, Chouinard) — 42 min 56 s (SN) Meredith (Bridgman) — 49 min 50 s (IN) - - | 1-0 1-1 2-1 2-2 3-2 4-2 5-2 6-2 6-3 6-4 6-5 | - Kurri (Gretzky) — 8 min 20 s (SN) - Gretzky (Anderson) — 13 min 19 s - Linseman (Anderson, Huddy) — 50 min 8 s (SN) Linseman (Lowe) — 52 min 45 s Roulston (Lowe, Gregg) — 57 min 32 s |                  |
| Edwards          | Gardiens | Moog                                        | |                  |
|                  | |                                             | |                  |
| 33               | Tirs | 33                                          | |                  |

| 20 avril | Oilers d'Edmonton | 9-1 (2-0, 5-0, 2-1) | Flames de Calgary | Northlands Coliseum 17 498 spectateurs |

| Feuille de match | Feuille de match | Feuille de match                            | Feuille de match                                  | Feuille de match |
| ---------------- | --- | ------------------------------------------- | ------------------------------------------------- | ---------------- |
|                  | Coffey (Gretzky, Kurri) — 12 min 9 s (SN) Messier (Lindström, Lowe) — 17 min 40 s Coffey (Huddy, Lindström) — 21 min 39 s Gregg (Hughes, Hunter) — 23 min 42 s (IN) Hughes (Hunter) — 27 min 3 s D. Jackson (Roulston, Semenko) — 35 min 16 s Gretzky (Huddy) — 36 min 27 s - Anderson (Kurri, Gretzky) — 53 min 49 s Cote (Lowe, Fogolin) — 58 min 53 s | 1-0 2-0 3-0 4-0 5-0 6-0 7-0 7-1 8-1 9-1     | - Konroyd (Risebrough, Nilsson) — 49 min 32 s - - |                  |
| Moog             | Gardiens | Edwards (35 min 16 s) Lemelin (24 min 44 s) |                                                   |                  |
|                  | |                                             |                                                   |                  |
| 42               | Tirs | 40                                          |                                                   |                  |

### Finales d'association

#### Boston contre Islanders de New York
| 26 avril | Bruins de Boston | 2-5 (0-1, 0-3, 2-1) | Islanders de New York | Boston Garden 16 485 spectateurs |

| Feuille de match | Feuille de match                                                               | Feuille de match            | Feuille de match | Feuille de match |
| ---------------- | ------------------------------------------------------------------------------ | --------------------------- | --- | ---------------- |
|                  | - Pederson (Gillis, Middleton) — 45 min 51 s Bourque (Pederson) — 46 min 8 s - | 0-1 0-2 0-3 0-4 1-4 2-4 2-5 | Bre. Sutter (Bourne) — 3 min 26 s Jonsson — 28 min 42 s Bossy (Potvin, Jonsson) — 34 min 3 s (SN) Du. Sutter (Bourne, Bre. Sutter) — 35 min 15 s - Bourne — 57 min 27 s |                  |
| Peeters          | Gardiens                                                                       | Smith                       | |                  |
|                  |                                                                                |                             | |                  |
| 32               | Tirs                                                                           | 34                          | |                  |

| 28 avril | Bruins de Boston | 4-1 (2-0, 1-1, 1-0) | Islanders de New York | Boston Garden 14 585 spectateurs |

| Feuille de match | Feuille de match | Feuille de match    | Feuille de match                                  | Feuille de match |
| ---------------- | --- | ------------------- | ------------------------------------------------- | ---------------- |
|                  | Krushelnyski (McNab, Kluzak) — 3 min 5 s (SN) Palmer (Middleton) — 15 min 33 s (IN) - Pederson (Middleton, Kluzak) — 36 min 51 s (IN) Pederson (Middleton, Gillis) — 50 min 15 s | 1-0 2-0 2-1 3-1 4-1 | - Potvin (Trottier, Bossy) — 23 min 57 s (SN) - - |                  |
| Peeters          | Gardiens | Smith               |                                                   |                  |
|                  | |                     |                                                   |                  |
| 31               | Tirs | 33                  |                                                   |                  |

| 30 avril | Islanders de New York | 7-3 (3-1, 1-1, 3-1) | Bruins de Boston | Nassau Veterans Memorial Coliseum 15 317 spectateurs |

| Feuille de match | Feuille de match | Feuille de match                        | Feuille de match | Feuille de match |
| ---------------- | --- | --------------------------------------- | --- | ---------------- |
|                  | Nystrom (Goring, Tonelli) — 3 min - Bre. Sutter (Du. Sutter, Bourne) — 8 min 29 s (SN) Trottier (Bossy, Gillies) — 13 min 14 s - Bossy (Trottier, Jonsson) — 36 min 27 s - Morrow (Bossy, Kallur) — 45 min 6 s Potvin (Jonsson, Bossy) — 57 min 57 s (SN) Goring (Tonelli, Jonsson) — 59 min 4 s | 1-0 1-1 2-1 3-1 3-2 4-2 4-3 5-3 6-3 7-3 | - MacTavish (Bourque, McNab) — 4 min 28 s - Bourque (Crowder, Pederson) — 26 min 53 s (SN) - Bourque — 41 min 24 s - - |                  |
| Smith            | Gardiens | Peeters                                 | |                  |
|                  | |                                         | |                  |
| 26               | Tirs | 36                                      | |                  |

| 3 mai | Islanders de New York | 8-3 (2-2, 1-0, 5-1) | Bruins de Boston | Nassau Veterans Memorial Coliseum 15 317 spectateurs |

| Feuille de match | Feuille de match | Feuille de match                            | Feuille de match | Feuille de match |
| ---------------- | --- | ------------------------------------------- | --- | ---------------- |
|                  | - Tonelli (Nystrom) — 7 min 23 s Potvin (Tonelli) — 10 min 4 s - Bossy (Kallur, Trottier) — 24 min 5 s Bossy (Jonsson) — 42 min 53 s Du. Sutter (Goring, Lane) — 45 min 25 s Bossy (Potvin) — 46 min 41 s (SN) Potvin (Du. Sutter, Bourne) — 48 min 12 s (SN) Nystrom (Goring, Tonelli) — 48 min 52 s - | 0-1 1-1 2-1 2-2 3-2 4-2 5-2 6-2 7-2 8-2 8-3 | Krushelnyski (Bourque) — 4 min 21 s (SN) - Krushelnyski (Pederson) — 16 min 7 s - Middleton (Park, Krushelnyski) — 52 min 41 s (SN) |                  |
| Smith            | Gardiens | Peeters                                     | |                  |
|                  | |                                             | |                  |
| 31               | Tirs | 30                                          | |                  |

| 5 mai | Bruins de Boston | 5-1 (2-1, 3-0, 0-0) | Islanders de New York | Boston Garden 14 685 spectateurs |

| Feuille de match | Feuille de match | Feuille de match                 | Feuille de match                            | Feuille de match |
| ---------------- | --- | -------------------------------- | ------------------------------------------- | ---------------- |
|                  | - MacTavish (Crowder, McNab) — 5 min 7 s Pederson (Middleton, Krushelnyski) — 6 min 15 s Bourque (Krushelnyski, Pederson) — 29 min 29 s (SN) McNab (Park) — 32 min 6 s Crowder (Bourque, Kasper) — 39 min 27 s | 0-1 1-1 2-1 3-1 4-1 5-1          | Nystrom (Tonelli, Jonsson) — 3 min 12 s - - |                  |
| Peeters          | Gardiens | Smith (40 min) Melanson (20 min) |                                             |                  |
|                  | |                                  |                                             |                  |
| 22               | Tirs | 45                               |                                             |                  |

| 7 mai | Islanders de New York | 8-4 (3-2, 4-2, 1-0) | Bruins de Boston | Nassau Veterans Memorial Coliseum 15 317 spectateurs |

| Feuille de match | Feuille de match | Feuille de match                                | Feuille de match | Feuille de match |
| ---------------- | --- | ----------------------------------------------- | --- | ---------------- |
|                  | Goring (Bourne, Potvin) — 33 s Bossy (Trottier, Persson) — 8 min 9 s (SN) - Bre. Sutter (Bourne) — 19 min 36 s Bossy — 20 min 59 s - Bossy (Trottier) — 25 min 51 s Bossy (Trottier, Kallur) — 30 min 3 s Trottier (Morrow, Bourne) — 33 min 14 s - Merrick (Nystrom, Tonelli) | 1-0 2-0 2-1 2-2 3-2 4-2 4-3 5-3 6-3 7-3 7-4 8-4 | - Middleton (Bourque, Park) — 10 min 42 s MacTavish (McNab, Bourque) — 16 min 34 s - Bourque — 25 min 1 s - Middleton (Pederson, O'Connell) - |                  |
| Smith            | Gardiens | Peeters                                         | |                  |
|                  | |                                                 | |                  |
| 20               | Tirs | 32                                              | |                  |

#### Edmonton contre Chicago
| 24 avril | Oilers d'Edmonton | 8-4 (1-1, 4-0, 3-3) | Black Hawks de Chicago | Northlands Coliseum 17 498 spectateurs |

| Feuille de match | Feuille de match | Feuille de match                                | Feuille de match | Feuille de match |
| ---------------- | --- | ----------------------------------------------- | --- | ---------------- |
|                  | - Cote (Hughes, Hunter) — 18 min 17 s Hunter (Fogolin, Hughes) — 21 min 13 s Linseman (Lindström, Messier) — 26 min 58 s Anderson (Kurri, Gretzky) — 27 min 47 s Gretzky (Messier, Kurri) — 32 min 59 s (SN) Messier (Coffey, Gretzky) — 40 min 25 s (SN) - Kurri (Gretzky) — 32 min 17 s (IN) Kurri (Gretzky) — 54 min 52 s (IN) - | 0-1 1-1 2-1 3-1 4-1 5-1 6-1 6-2 6-3 7-3 8-3 8-4 | Secord (Savard, Crossman) — 13 min 38 s - Crossman (Savard, Secord) — 43 min 6 s Secord (Savard, Larmer) — 31 min 52 s (SN) - - Gardner (Marsh, Paterson) — 58 min 43 s (SN) |                  |
| Moog             | Gardiens | Esposito                                        | |                  |
|                  | |                                                 | |                  |
| 36               | Tirs | 28                                              | |                  |

| 26 avril | Oilers d'Edmonton | 8-2 (4-2, 0-0, 4-0) | Black Hawks de Chicago | Northlands Coliseum 17 498 spectateurs |

| Feuille de match | Feuille de match | Feuille de match                        | Feuille de match                                                                      | Feuille de match |
| ---------------- | --- | --------------------------------------- | ------------------------------------------------------------------------------------- | ---------------- |
|                  | - Messier (Lindström, D. Jackson) — 3 min 58 s Messier (Linseman, Lindström) — 6 min 39 s - Anderson (Gretzky, Kurri) — 11 min 50 s Anderson — 18 min 15 s Hunter (Hughes, Cote) — 40 min 35 s Coffey (Gregg, Gretzky) — 48 min 47 s Messier (Lindström, Linseman) — 55 min 9 s (SN) Anderson (Kurri) — 55 min 54 s | 0-1 1-1 2-1 2-2 3-2 4-2 5-2 6-2 7-2 8-2 | Murray (Secord, Wilson) — 2 min 54 s - Lysiak (Preston, Wilson) — 11 min 7 s (SN) - - |                  |
| Moog             | Gardiens | Bannerman                               |                                                                                       |                  |
|                  | |                                         |                                                                                       |                  |
| 27               | Tirs | 28                                      |                                                                                       |                  |

| 1er mai | Black Hawks de Chicago | 2-3 (0-0, 0-2, 2-1) | Oilers d'Edmonton | Chicago Stadium 17 512 spectateurs |

| Feuille de match | Feuille de match                                                                     | Feuille de match    | Feuille de match | Feuille de match |
| ---------------- | ------------------------------------------------------------------------------------ | ------------------- | --- | ---------------- |
|                  | - Larmer (Secord, Savard) — 43 min 49 s Savard (Larmer, Secord) — 47 min 56 s (SN) - | 0-1 0-2 1-2 2-2 2-3 | Huddy (Gretzky, Coffey) — 24 min 18 s D. Jackson (Hunter, Linseman) — 31 min 52 s - Anderson (Kurri, Gretzky) — 53 min 5 s |                  |
| Esposito         | Gardiens                                                                             | Moog                | |                  |
|                  |                                                                                      |                     | |                  |
| 41               | Tirs                                                                                 | 28                  | |                  |

| 3 mai | Black Hawks de Chicago | 3-6 (4-1, 2-1, 0-1) | Oilers d'Edmonton | Chicago Stadium 17 536 spectateurs |

| Feuille de match | Feuille de match | Feuille de match                    | Feuille de match | Feuille de match |
| ---------------- | --- | ----------------------------------- | --- | ---------------- |
|                  | - Da. Sutter (Lysiak) — 17 min 12 s - Larmer (Savard, Secord) — 24 min 51 s - Fraser (Ludzik, Higgins) — 51 min 23 s (SN) | 0-1 0-2 0-3 0-4 1-4 1-5 2-5 2-6 3-6 | Gretzky (Anderson, Lariviere) — 2 min 46 s Pouzar (Lowe, Linseman) — 3 min 47 s (SN) Anderson (Gretzky, Lowe) — 15 min 1 s (SN) Pouzar (Linseman, Lindström) — 16 min 49 s - Kurri (Gretzky, Coffey) — 22 min 38 s - Hughes (Cote) — 38 min 20 s - |                  |
| Bannerman        | Gardiens | Moog                                | |                  |
|                  | |                                     | |                  |
| 24               | Tirs | 29                                  | |                  |

### Finale de la Coupe Stanley
| 10 mai | Oilers d'Edmonton | 0-2 (0-1, 0-0, 0-1) | Islanders de New York | Rexall Place 17 498 spectateurs |

| Feuille de match | Feuille de match | Feuille de match | Feuille de match                                                   | Feuille de match |
| ---------------- | ---------------- | ---------------- | ------------------------------------------------------------------ | ---------------- |
|                  |                  | 0-1 0-2          | D. Sutter (Bourne, Persson) — 5 min 36 s Morrow — 59 min 48 s (CV) |                  |
| Moog             | Gardiens         | Smith            |                                                                    |                  |
|                  |                  |                  |                                                                    |                  |
| 35               | Tirs             | 24               |                                                                    |                  |

| 12 mai | Oilers d'Edmonton | 3-6 (1-3, 1-2, 1-1) | Islanders de New York | Rexall Place 17 498 spectateurs |

| Feuille de match | Feuille de match | Feuille de match                    | Feuille de match | Feuille de match |
| ---------------- | --- | ----------------------------------- | --- | ---------------- |
|                  | Semenko (Huddy, Roulston) — 8 min 39 s Kurri (Anderson, Gretzky) — 25 min 7 s Anderson (Fogolin, Gretzky) — 44 min 48 s | 1-0 1-1 1-2 1-3 2-3 2-4 2-5 3-5 3-6 | Jonsson (B. Sutter, D. Sutter) — 14 min 21 s Nystrom (Trottier) — 17 min 55 s Bossy (Potvin) — 19 min 17 s Bourne (D. Sutter) — 28 min 3 s B. Sutter (Morrow, D. Sutter) — 28 min 41 s B. Sutter (Jonsson, D. Sutter) — 54 min 11 s |                  |
| Moog             | Gardiens | Smith                               | |                  |
|                  | |                                     | |                  |
| 33               | Tirs | 25                                  | |                  |

| 14 mai | Islanders de New York | 5-1 (1-0, 0-1, 4-0) | Oilers d'Edmonton | Nassau Veterans Memorial Coliseum 15 317 spectateurs |

| Feuille de match | Feuille de match | Feuille de match        | Feuille de match                  | Feuille de match |
| ---------------- | --- | ----------------------- | --------------------------------- | ---------------- |
|                  | Kallur (Bossy, Morrow) — 19 min 41 s Bourne (Langevin, Persson) — 45 min 11 s Morrow (Kallur, Trottier) — 46 min 21 s D. Sutter (Bourne, B. Sutter) — 56 min 23 s B. Sutter (Potvin, D. Sutter) — 59 min 42 s (SN) | 1-0 1-1 2-1 3-1 4-1 5-1 | Kurri (Gretzky) — 21 min 5 s (SN) |                  |
| Smith            | Gardiens | Moog                    |                                   |                  |
|                  | |                         |                                   |                  |
| 28               | Tirs | 33                      |                                   |                  |

| 17 mai | Islanders de New York | 4-2 (3-0, 0-2, 1-0) | Oilers d'Edmonton | Nassau Veterans Memorial Coliseum 15 317 spectateurs |

| Feuille de match | Feuille de match | Feuille de match        | Feuille de match                                                      | Feuille de match |
| ---------------- | --- | ----------------------- | --------------------------------------------------------------------- | ---------------- |
|                  | Trottier (Bossy, Gillies) — 11 min 2 s (SN) Tonelli (Nystrom) — 11 min 45 s Bossy (Trottier) — 12 min 39 s Morrow — 58 min 51 s (CV) | 1-0 2-0 3-0 3-1 3-2 4-2 | Kurri (Gretzky) — 20 min 35 s Messier (Coffey, Fogolin) — 39 min 59 s |                  |
| Smith            | Gardiens | Moog                    |                                                                       |                  |
|                  | |                         |                                                                       |                  |
| 25               | Tirs | 26                      |                                                                       |                  |

Les Islanders de New York remportent leur quatrième Coupe Stanley consécutive. Billy Smith remporte le trophée Conn-Smythe.